# Myōhō–ji
Ryōgonzan Rengein Myōhō-ji (楞厳山莲华院妙法寺?) es un templo budista de la secta nichiren en la ciudad de Kamakura, Prefectura de Kanagawa, en Japón. 
Es uno del grupo de tres construidos cerca del sitio en Matsubagayatsu (Valle de agujas de pino (松葉ヶ谷?) donde Nichiren, fundador de la secta budista que lleva su nombre, se supone que tuvo su choza. El templo tiene también un estrecho vínculo con el Príncipe Moriyoshi y la Casa Imperial. 

## Nichiren, Matsubagayatsu y Myōhō-ji
Kamakura, es conocido por haber sido en el siglo XIII la cuna del Budismo Nichiren. Aunque su fundador Nichiren no nació allí: vino de la provincia de Awa, en la actual prefectura de Chiba, y había llegado a Kamakura, porque en ese tiempo la ciudad era el centro cultural y político del país. Él construyó una choza en el distrito de Matsubagayatsu, donde tres templos (Ankokuron-ji, Myōhō-ji-ji y Chōshō), habían estado luchando durante siglos por el honor de ser su único heredero. Los tres afirman que se encuentran en el mismo lugar donde se supone estaba su cabaña, sin embargo ninguno de ellos ha podido demostrar sus afirmaciones. El Shinpen Kamakurashi, una guía de Kamakura comisionada por Tokugawa Mitsukuni en 1685, ya menciona una relación tensa entre Myōhō-ji-ji y Chōshō. Sin embargo, cuando los dos templos fueron finalmente a los tribunales, con una sentencia emitida en 1787 por los tribunales del shogunato, Myōhō-ji ganó el derecho a reivindicar ser el lugar donde había tenido su choza Nichiren. Al parecer Ankokuron-ji no participó en el juicio porque la posición oficial del gobierno era que Nichiren tuvo su primer refugio allí, cuando llegó por primera vez a Kamakura, pero que había hecho otro cerca de Myōhō-ji después de regresar de su exilio en Izu en 1263. 
Según registros de templo, Nichiren primero se asentó aquí en 1253 y lo abandonó en 1274 por Minobu. Cada año, en agosto en una ceremonia especial llamada Yakuyoke Shōga (厄除け生姜?) Se celebra en el templo para conmemorar el llamado "Matsubagayatsu persecución", un episodio en el que Nichiren tenido que esconderse de sus perseguidores en el bosque cerca de Nagoe, hacia zushi, y fue alimentado con jengibre por un mono blanco. No sólo el templo afirman tener las ruinas de la choza en que vivía antes, pero el camino Nichiren se supone que fue donde este escapo a Nagoe, dejando el templo de arriba de la colina detrás de la sala principal. 

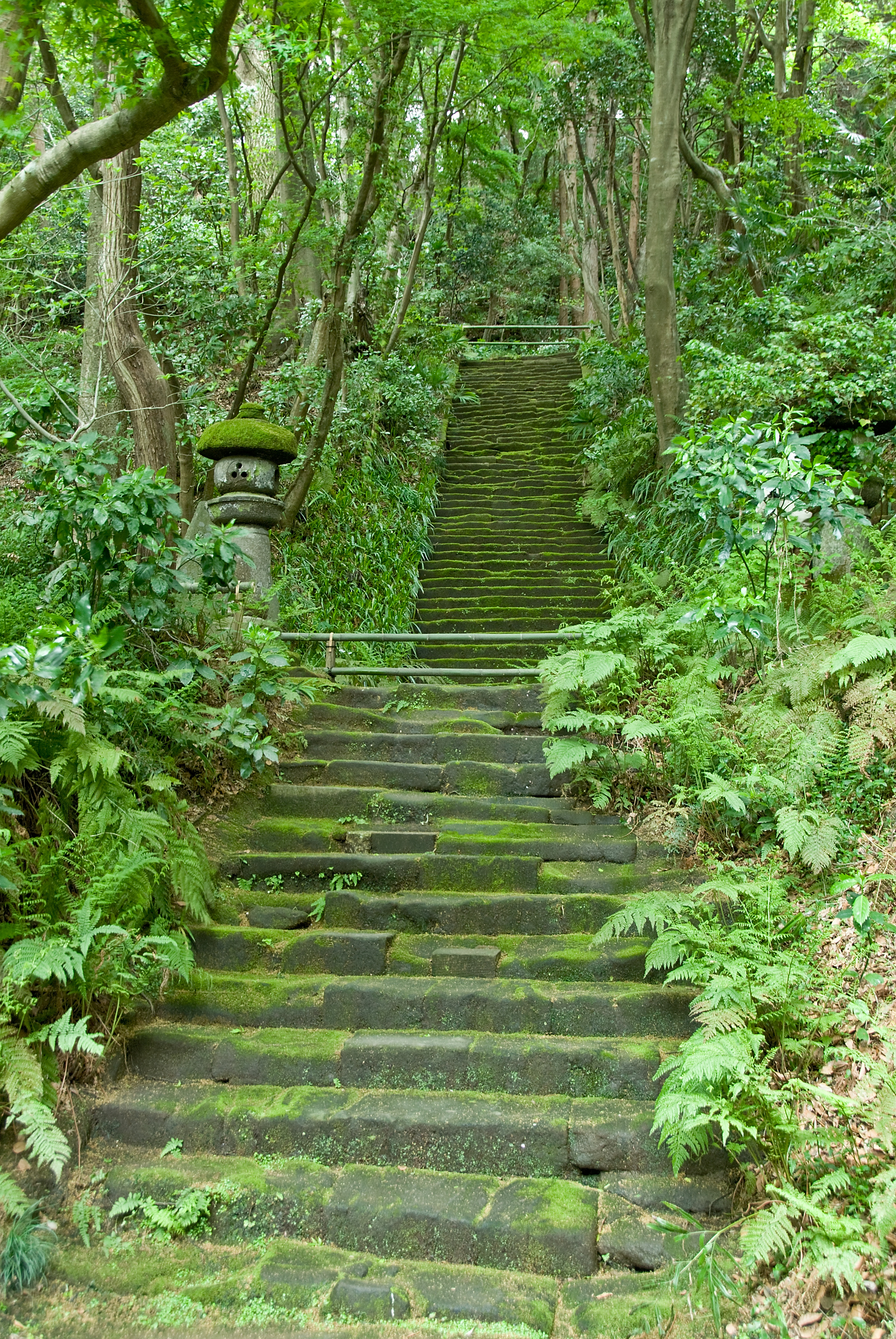
Subida al templo

## Historia del templo
El sitio fue originalmente ocupado por un templo llamado Honkuku-ji (本国寺?), Que más tarde fue transferido a Kioto. Sus primeros jefes de abades eran hombres importantes de las familias, y uno de ellos fue Nichiro, más conocido como Nichiei, el nombre que asumió cuando se convirtió en un sacerdote, que era el tío de Ashikaga Takauji y el cuarto abad del templo principal. Nichiei era el hijo natural del príncipe Morinaga, y por esta razón el reconstruyó el templo en 1357 para dedicárselo a su padre. Nichiei nació de una mujer llamada Minami no Kata, que asistió al príncipe mientras él estaba prisionero de los Ashikaga ahora en la cueva en Kamakura-gu. Él y su madre están enterrados en el templo, mientras que la tumba del Príncipe Morinaga se encuentra en los alrededores de Nikaidō. Nichiei instaló dos cenotafios en memoria de sus padres en la cima de la colina detrás de la sala principal. Durante el periodo Edo, el templo fue protegida y mantenida por Tokugawa y sus vasallos. Se supone que el templo se han confiado a Nichiei por el mismo Nichiren.

## Características principales
El salón principal cerca de la entrada incluye, entre otras cosas, un pequeño fragmento de hueso que se supone es una reliquia de Nichiren y una efigie del Príncipe Morinaga. Al igual que todos los otros edificios del complejo, este siempre está cerrado al público. 
El edificio a la izquierda de la sala principal se llama Daigakuden, y alberga estatuas de Shaka Nyorai, Kato Kiyomasa e inari Myojin, el Kami de harvests. La puerta Nio localizada detrás de ellos lleva hacia la escalera de 50-escalonesque hoy es el templo principal de reclamación a la fama, y que ha ganado el mencionado apodo de "Kokedera". En la parte inferior de las escaleras son dos cuevas, una alberga una estatua de Nichiren, mientras que la otra es un mausoleo a muchos de los sacerdotes que han vivido aquí. Por encima de la musgoso escaleras hay un tercer edificio llamado un Hokkedō, o Sala de las Escrituras. 
Más adelante se la campana de bronce del templo, las ruinas de Nichiren de la cabaña y la cenotafios al Príncipe Morinaga y su esposa.